# Kako izdresirati zmaja 2
Kako izdresirati zmaja 2 (eng. How To Train Your Dragon 2) je računalno-animirani film fantasy tematike iz 2014. godine. Film dolazi iz DreamWorks Animationa te je nastavak filma iz 2010., i kao i predhodnik bazira na serijalu knjiga Cresside Cowell. U filmu glasove u originalnoj verziji posuđuju Jay Baruchel, America Ferrera, Jonah Hill, Gerard Butler, Christopher Mintz-Plasse, T. J. Miller i Kristen Wiig, te Cate Blanchett, Djimon Hounsou i Kit Harington.  
Radnja započinje pet godina nakon događaja prvog filma, te Štucko i njegovi prijatelji u potpunosti uživaju u novoj slobodi koju nudi suživot sa zmajevima. No kada se pojavi novi neprijatelj u obliku Drago Krvaveca prijeti opasnost svemu za što su se izboritili.
Dean DeBlois, koji je bio redatelj prvog filma zajedno s Chris Sandersom, pristao je režirati nastavak pod uvjetom da smije napraviti trilogiju. Kao inspiracije je naveo Imperiji Uzvraća Udarac i Moj susjed Tototo, s ponajviše utjecajem veličine Imperiji Uzvraća Udarac. Glumačka postava iz prvog filma se ponovno vratila, te su se još priključili Cate Blanchett i Djimon Hounsou, dok se skladatelj John Powell vratio da sklada ponovno glazbu. Zajedno s kreativnim timom se DeBlois uputio u Norvešku kako bi prikupili ideje za mjesta radnje, te je film na veliko profitirao od nove tehnologije u animaciji i bio prvi kod kojeg je korišten novi program za animaciju i rasvijetu.
Ubrzo nakon dolazka u kina 13. lipnja 2015. je film primio pohvale kritičara za animaciju, glasovnu glumu, glazbu, akcijske scene, emotivnost, i za mračniju i ozbiljniju atmosferu u odnosu na predjodnika. Film je osvojio nagradu Golden Globe za Najbolji animirani film i bio je nominiran za nagradu Oscar u kategoriji Najbolji animirani film. Ukupno je osvojio šest nagrada Annie i zaradio ukupno 621 milijuna dolara, time postajući 12. film najviše zarade 2014. godine.
Zadnji dio Kako izdresirati zmaja 3 je sljedio 31.01.2019.

## Radnja
Pet godina je prošlo odkad su stanovnici otoka Berk se odlučili za suživot sa zmajevima i život se čini savršeni. Sada 20 godišnji Štucko najviše uživa u letovima s Bezubicom posljednjim poznatim Noćnim Bijesom te zajedno rado proučavaju obližnje otoke, dok se Štuckov otac Stoik sve više trudi da sina pridobi da ga uskoro nasljedi kao poglavica.
Kada Astrid i Štucko ugledaju šumski požar odjednom naiđu na lovce na zmajeve čiji vođa Eret ih odmah optužuje za uništenje njihovog skloništa. Zajedno sa svojim zmajevima Štucko i Astrid uspjevaju pobjeći te istočasno odlaze Stoiku priopćiti što su saznali od Ereta o vođi lovaca, Drago Krvavecu. Na spominjanje tog imena Stoik odjednom nalaže stanovnicima da se spreme za moguću borbu, ali Štucko uvjeren da se s razgovorom može izbjeći rat bilježi pronaći Draga. Stoik ga ubrzo sustiže i objašnjava kako je prije mnogo godina Drago nudio da ih sve čuva od napada zmajeva ako ga oni za uzvrat odluče sljediti, a kada nisu pristali napao sa zmajevima pod svojom kontrolom, te je Stoik kao jedini preživjeli pobjegao, no Štucko je i dalje uvjeren u svoj plan i odlazi dalje.
Na putu odjednom susreće maskirnog jahača na zmaju koji otima njega i Bezubicu. Nakon početnih nesporazuma se jahač predstavlja kao Valka, Štuckova nestala majka. Ona objašnjava kako ju je oteo zmaj nakon što nije bila u stanju da ga ubije za vrijeme napada na Berk. Uvjerena da predstavlja opasnost za svoju obitelj je odlučila ostati sa zmajevima i njihovom alfom na tajnom otoku i spašavati ih iz Draginih klopka. Ubrzo otok pronalazi Stoik koji se zajedno sa Žderom uputio u potragu za sinom i sada neočekivano susreće izgubljenu suprugu.
Isto vremeno su se Astrid i ostali odlučili oteti Ereta i natjerati ga da ih odvede do Draga, no plan krene po zlu i Drago ih zarobi te krene sa svojom vojskom prema Valkinom otoku. Zajedno sa svojom vojskom zmajeva Drago napada otok i sa svojim alfa zmajem izaziva Valkinu alfu, koja u borbi pogiba. Drago, kao pobjednik, stavlja sve druge zmajeve pod kontrolu svoje alfe i pod hipnozom naređuje Bezubici da ubije Štucka kada se odjednom Stoik baca pred sina i ranjen pogiba. Drago odlazi sa svim zmajevima prema nezaštićenom Berku dok Štucko s prijateljima održava vikinjški sprovod za oca. Obeshrabljenje priznaje da se uvijek plašio odgovornosti uvjeren da nikada neće moći dostići oca ali ga Valka ohrabljuje govoreći kako je on jedini koji može ujediniti ljude i zmajeve.
S novim samopouzdanjem Štucko i ostali kreću prema Berku jašeći na bebama zmajevima. Zajedno uspjevaju zbuniti veliku alfu i time omogućiti Štucku da ponovno dospije do Bezubice. Bezubica se oslobodi alfine kontrole i suprotstavljajući se Dragu i velikom zmaju dobiva potporu drugih zmajeva te postaje nova alfa dok Drago sa svojim zmajem pada u more.
Štucko postaje novi poglavica i svi vikinzi sretno slave pobjedu.

## Hrvatska sinkronizacija
| Uloge               | Originalna verzija       | Hrvatska verzija  |
| ------------------- | ------------------------ | ----------------- |
| Štucko (Hiccup)     | Jay Baruchel             | Mitja Smiljanić   |
| Valka               | Cate Blanchett           | Jadranka Đokić    |
| Stoik               | Gerard Butler            | Robert Ugrina     |
| Astrid              | America Ferrera          | Mia Krajcar       |
| Eret                | Kit Harington            | Frano Mašković    |
| Drago               | Djimon Hounsou           | Bojan Navojec     |
| Ždero (Gobber)      | Craig Ferguson           | Ozren Grabarić    |
| Tvrdakora (Ruffnut) | Kristen Wiig             | Ana Kvrgić        |
| Tvrdbadem (Tuffnut) | TJ Miller                | Marko Makovičić   |
| Ribonogi (Fishlegs) | Christopher Mintz-Plasse | Kristijan Potočki |
| Šmrklja (Snotlout)  | Johan Hill               | Dušan Bućan       |

Ostali glasovi: 
- Mima Karaula
- Martina Kapitan Bregović
- Želimir Panić
- Dragan Peka
- Boris Barberić
- Ivan Šatalić
- Vjekoslav Hudeček
- Siniša Galović

- Prijevod i adaptacija dijaloga: Davor Slamnig
- Redateljica dijaloga: Ivana Vlkov Wagner
- Vokalna redateljica: Mima Karaula
- Mix studio: Deluxe Media Inc.
- Sinkronizacija: Duplicato Media d.o.o.

## Razvoj
Nakon uspijeha prvog filma je CEO DreamWorks Animation, Jeffrey Katzenberg objavio da će sljediti nastavak u 2013., datum koji je kasnije promijenjen u 2014. Film je napisao, režirao i producirao Dean DeBlois, koji je već bio suredatel/pisac prvog filma. Dok se producentica prvog dijela, Bonnie Arnold, vratila za nastavak, je Chris Sanders djelovao samo kao producent pošto je u to doba radio na Croods i nije imao vremena se vratiti kao suredatelj/pisac. Isto vremeno je DeBlois samo pristao režirati film ako će smijet napraviti trilogiju. Kao glavne izvore za inspiraciju je DeBlois uzeo sebi drage filmove iz mladosti Moj susjed Totoro i Imperiji Uzvraća udarac. «Ono što sam posebno volio kod Imperija je to da je proširio Ratove zvijzda u sve strane: emotivnost, veličinu, likove, zabavu. To je bilo poboljšenje i to je cilj.“
Cijeloukupna glumačka postava prvog filma se vratila, te je na San Diego Comic-Con International 2013 objavljeno da će se pridružiti zvijezda iz Igre prestolja Kit Harington, i glumci Cate Blanchett i Djimon Hounsou.
Dok je prvi film bio smješten prostorno opčenito u područje sjevernog mora se kreativni tim ovaj put odlučio fokusirati na Norvešku. Rano u tjeku produkcije filma se mala grupa odlučila za istraživanje posjetiti Oslo, Bergen i zaljeve fjordova, dok se DeBlois kasnije zajedno s Gregg Taylorom i Roger Deakinsom uputio na Svalbard da vide polarne medviede u prirodnoj okolini. DeBlois je objasnio kako jedna od stvari koju je naučio kod rada na Lilo i Stich (2003.) je da “ako se radi na filmu koji je smješten na stvarnoj lokaciji postoji velika mogućnost da se to mijesto stvarno posjeti“.

### Animacija
Tokom pet godina prije početka rada na filmu je DreamWorks Animation postepeno radio na poboljšanju svoje radne tehnologije, tako da je Kako izdresirati zmaja 2 njihov prvi film koji je u potpunosti koristio sve nove mogućnosti, međuostalim omogućujući animatorima da rade na kompleksnim slikama bez čekanja da uređaji po osam sati slažu informacije. Za film su se isto prvi put koristili programi Premo i Torch koji su omogućili prirodniju animaciju kože i mišićne mase, te rasvijetu. Sve ukupno je više od 500 ljudi radilo na filmu, od DreamWorks centrale u Glendale, uredu u Redwood City do DreamWorks Indija u Bangalore.

## Kritike
Na stranici Rotten Tomatoes je film dobio 92% dok na Metacritic drži 7.72/10. Za vrijeme Cannes Film Festival 2014 je filmski kritičar za Variety Peter Debruge hvalio film i njegovu ambiciju, navodeći kako je film “DreamWorksov najjači nastavak do sada- film koji daje novu vatru franšizi, umjesto da jednostavno ponovi original. Hrabriji od Meride Hrabre, zabavniji nego Snježno kraljestvo i emotivno zadovoljavajućiji od mnogih sličnih igranih filmova.“

## Unutarnje poveznice
- DreamWorks Animation

## Vanjske poveznice
- Kako izdresirati zmaja 2 na IMDb-u